# Богуміла Бердиховська
Богуміла Бердиховська (пол. Bogumiła Berdychowska-Szostakowska; нар. 10 січня 1963, Новий Сонч, Малопольське воєводство, Польща) — польська публіцистка, яка спеціалізується на історії України XX століття та на польсько-українських стосунках. Секретар польсько-українського форуму, керівник стипендійних програм Національного центру культури у Варшаві, координує польсько-українські молодіжні обміни. У 1989—1994 роках була директоркою Відділу національних меншин в Міністерстві мистецтва та культури Польщі. У 1994—2002 роках заступник директора Польського радіо. Член редакційної колегії часопису Критика. Сестра політика Зигмунта Бердиховського.

## Нагороди
- Офіцер Ордена Відродження Польщі (2012)[1];
- орден княгині Ольги III ступеня (Україна, 2009) — за вагомий особистий внесок у зміцнення міжнародного авторитету України, популяризацію її історичної спадщини і сучасних досягнень та з нагоди 18-ї річниці незалежності України[2][3];

## Публікації
- О. Гнатюк, Б. Бердиховська Бунт покоління. Розмови з українськими інтелектуалами: Розмови з українськими інтелектуалами записали й прокоментували Боґуміла Бердиховська та Оля Гнатюк інтерв'ю із Євгеном Сверстюком, Іваном Дзюбою, Михайлиною Коцюбинською, Михайлом Горинем, Миколою Рябчуком / Пер. з пол. Роксана Харчук. — К.: Дух і літера, 2004. — 344 с. — ISBN 966-7888-63-0.
- Боґуміла Бердиховська, Юрій Прохасько Україна на шпальтах паризької «Культури» / Пер. з пол. Софія Грачова, Олег Маєвський, Дзвінка Матіяш. — К.: Критика, 2005. — 526 с. — ISBN 966-7679-67-5.
- Боґуміла Бердиховська Україна: люди і книжки: нарис / Пер. з пол. — К.: «К. І. С.», 2009. — 232 с. — ISBN 978-966-2141-31-3.